# Arruda
Arruda is een geslacht van hooiwagens uit de familie Gonyleptidae.
De wetenschappelijke naam Arruda is voor het eerst geldig gepubliceerd door Mello-Leitão in 1940. 

## Soorten
Arruda omvat de volgende 3 soorten:
- Arruda insignis
- Arruda mutilata
- Arruda pectinata